# Муниципалитет Таджура-ва-Эль-Навахи-Эль-Арба

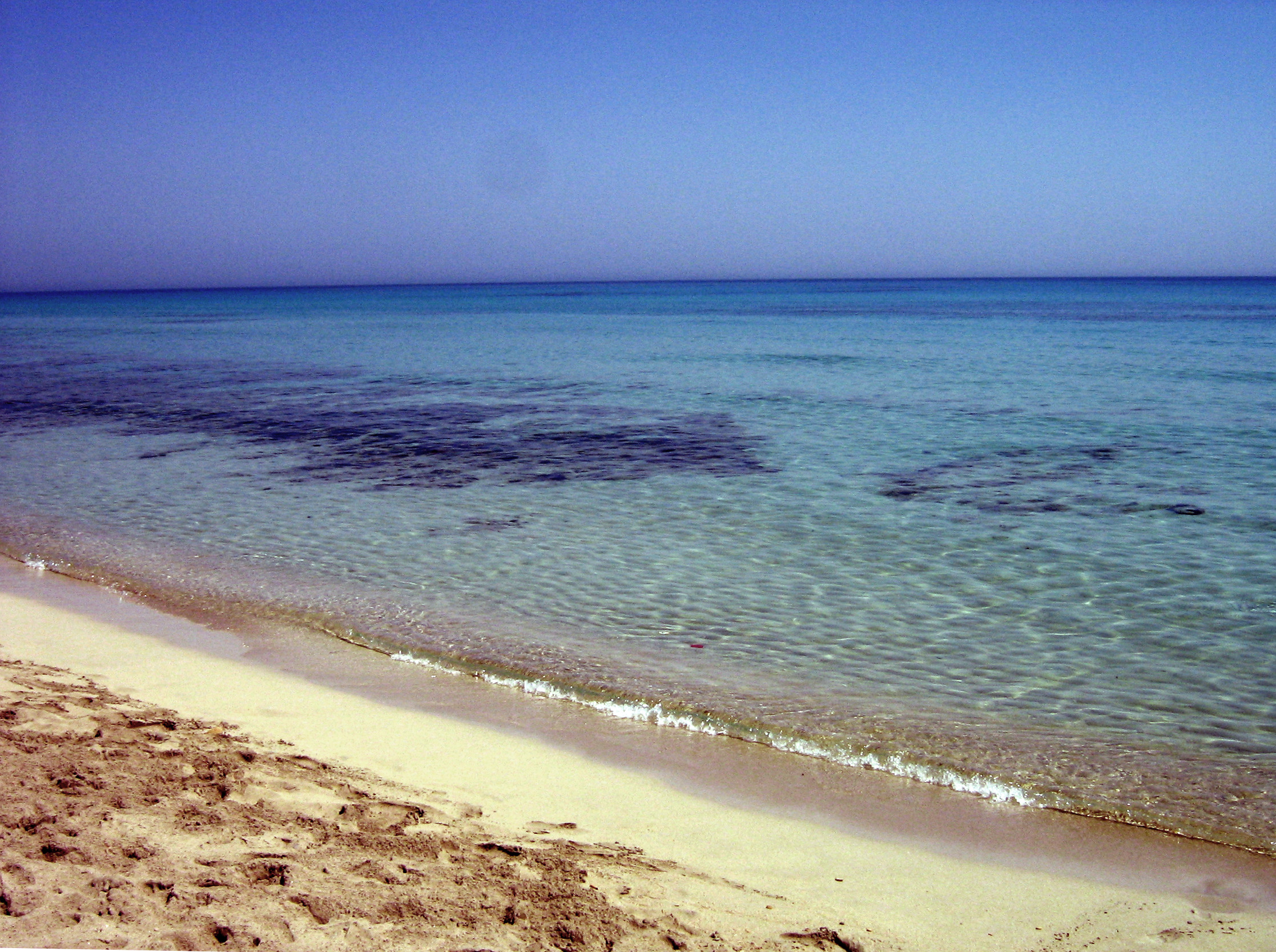
Пляж в Таджуре

Таджура или Тажура (араб. تاجوراء‎) — муниципалитет в Ливии (Tajura ва аль Nawahi AlArba) с центром в Триполи. Площадь — 1430 кв. км. Население — 267000 человек.

## Основные сведения
В Таджуре находится построенный с помощью Советского Союза Центр ядерных исследований (NRC) ныне REWDRC (Renewable Energy and Water Desalination Research Centre). С 1983 года в REWDRC работает ядерный реактор мощностью 10 мегаватт и термоядерная установка Т-4М (токамак).
По давней легенде, название Таджура в то время, когда прекрасная принцесса по имени Ура правила городом. Однажды она потеряла корону (на араб. — тадж) и приказала своим подданным найти её. Люди начали искать корону с криками Тадж Ура, но так и не нашли её. С тех пор место получило название Таджура. Наиболее привлекательными для туристов в Таджуре являются средиземноморские пляжи.